# میدان محمدیه نائین
میدان محمدیه نائین مربوط به دوره قاجار است و در نائین، محمدیه، محله بالا واقع شده و این اثر در تاریخ ۲۴ اسفند ۱۳۸۳ با شمارهٔ ثبت ۱۱۵۹۷ به‌عنوان یکی از آثار ملی ایران به ثبت رسیده است.